# Corporación Club Deportivo Universidad de Concepción
El Club Deportivo Universidad de Concepción és un club de futbol xilè de la ciutat de Concepción. També disposa de secció de basquetbol. Ha guanyat una lliga xilena de tercera divisió (1997). El club fou fundat el 8 d'agost de 1994. Disputa els seus partits a l'Estadio Municipal de Concepción amb capacitat per a 35.000 espectadors.

## Jugadors destacats
- Silvio Fernández Dos Santos
- Jorge Valdivia
- Carmelo Vega